# Milan War Cemetery
Il Milan War Cemetery (in italiano, Cimitero di guerra di Milano) è un cimitero di Milano, dove sono seppelliti 417 caduti delle nazioni del Commonwealth (27 dei quali non identificati) che parteciparono alla Guerra di liberazione italiana e morirono durante la seconda guerra mondiale.

## Descrizione

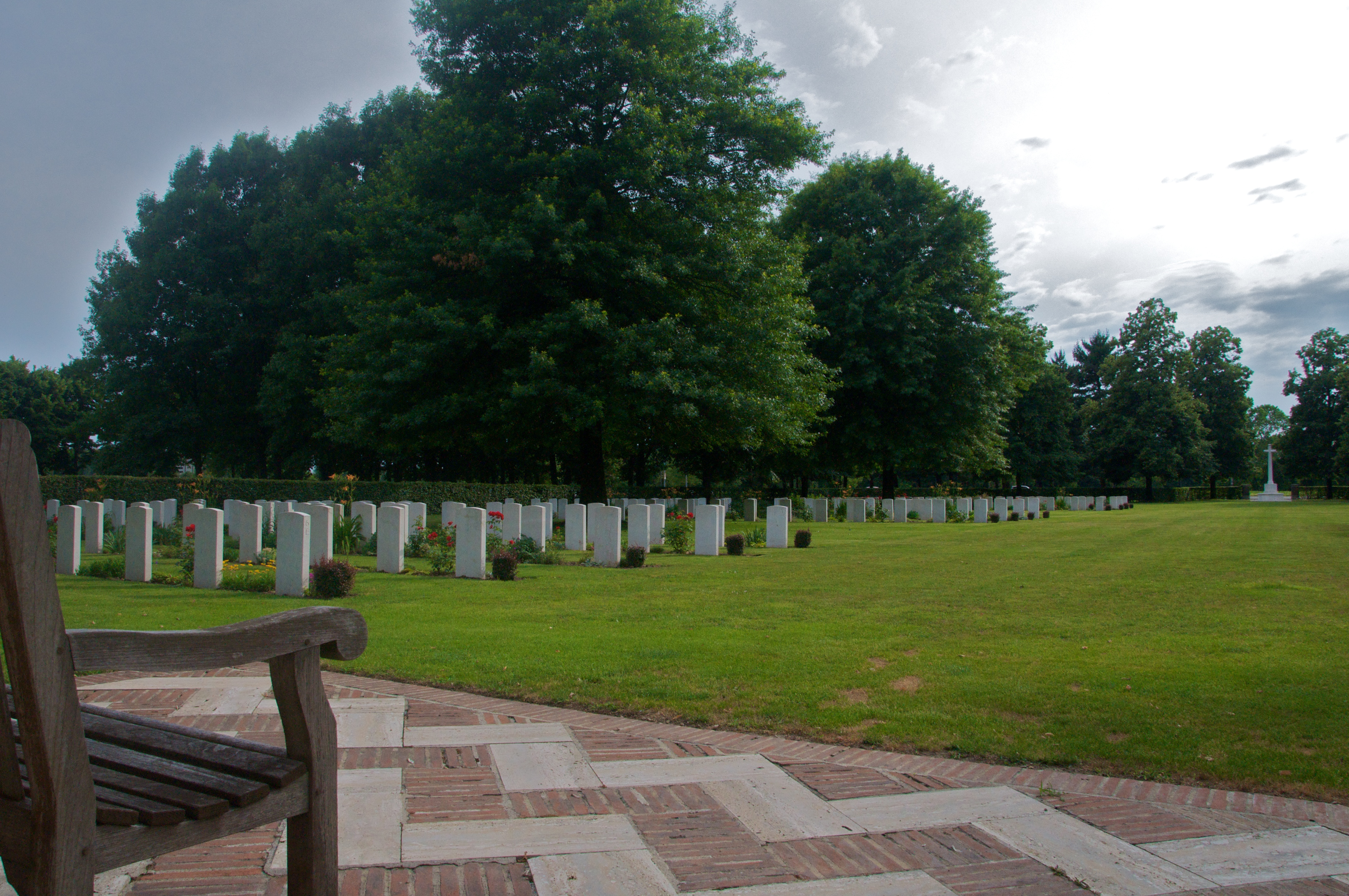
Scorcio del cimitero

Il piccolo cimitero, di tipico stile britannico, è immerso nel verde del Parco Aniasi ed è circondato da una siepe e protetto da grandi alberi. È composto da lapidi bianche tutte uguali su un prato all'inglese. Subito all’ingresso è presente una grande croce bianca posizionata sull’asse principale fra l’ingresso e la prima fila di sepolture, che simboleggia il sacrificio dei combattenti morti nella campagna d'Italia.
A Milano, che era già stata liberata dai partigiani il 25 aprile, il 4º Corpo d’Armata statunitense entrò in città il 2 maggio 1945, senza combattimenti. Le forze Alleate ebbero, dunque, poche perdite nel teatro cittadino, ma in questo cimitero sono ospitate le salme provenienti dalle zone circostanti la città milanese, prigionieri di guerra, aviatori che vennero trasferiti qui da luoghi quali Bergamo, Boves, Carpi, Cicagna, Modena, Parma, Piacenza, Torino e Val d'Isère - qualche anno dopo la fine della guerra.
Il cimitero è composto di lapidi tutte uguali di forma rettangolare di pietra bianca, senza distinzione per grado militare o rango, razza o credo religioso, sono allineate in quattro gruppi e disposte in ordine minuzioso. Sullo sfondo rispetto all’ingresso è posta una piccola cappella, dove è conservato il libro con le firme dei visitatori e un documento con le informazioni salienti del cimitero.
Nel cimitero è sepolta una sola donna, Margaret Fielden, una fisioterapista della Chartered Society of Physiotherapy al servizio del 64th British General Hospital, morta a 28 anni mentre prestava servizio in Italia nell'unità medica alleata.
In un'unica tomba sono sepolti due militari italiani, paracadutisti, cooperatori delle truppe alleate: i sergenti Guido Alessandro Voglino, milanese, e Rodolfo Marchiori, di Lendinara, entrambi ventenni.